# Таунсенд (Вермонт)
Таунсенд (англ. Townshend) — місто (англ. town) в США, в окрузі Віндем штату Вермонт. Населення — 1291 особа (2020).

## Демографія
Згідно з переписом 2010 року, у місті мешкали 1232 особи в 574 домогосподарствах у складі 325 родин. Було 784 помешкання
Расовий склад населення:
| - 96,8 % — білих - 0,6 % — чорних або афроамериканців - 0,6 % — азіатів - 0,2 % — корінних американців |

До двох чи більше рас належало 1,5 %. Частка іспаномовних становила 2,0 % від усіх жителів.
За віковим діапазоном населення розподілялося таким чином: 19,3 % — особи молодші 18 років, 61,1 % — особи у віці 18—64 років, 19,6 % — особи у віці 65 років та старші. Медіана віку мешканця становила 47,8 року. На 100 осіб жіночої статі у місті припадало 96,8 чоловіків;  на 100 жінок у віці від 18 років та старших — 93,8 чоловіків також старших 18 років.
Середній дохід на одне домашнє господарство  становив 74 342 долари США (медіана — 54 716), а середній дохід на одну сім'ю — 89 461 долар (медіана — 71 250). Медіана доходів становила 51 176 доларів для чоловіків та 40 625 доларів для жінок. За межею бідності перебувало 12,9 % осіб, у тому числі 32,5 % дітей у віці до 18 років та 2,7 % осіб у віці 65 років та старших.
Цивільне працевлаштоване населення становило 533 особи. Основні галузі зайнятості: освіта, охорона здоров'я та соціальна допомога — 21,4 %, будівництво — 15,6 %, мистецтво, розваги та відпочинок — 12,4 %.